# Martin Kryštof
Martin Kryštof (wym. ˈmartɪn ˈkrɪʃtof; ur. 11 października 1982 w Mostiště) – czeski siatkarz, grający na pozycji libero, reprezentant kraju. Karierę sportową rozpoczął w 1990 roku.

## Sukcesy klubowe
Mistrzostwo Czech:
- 2017, 2019
- 2007, 2021, 2023[1]
- 2002, 2006, 2016, 2022[2]

Puchar Top Teams:
- 2005

Puchar Czech:
- 2006, 2008, 2019, 2020, 2022[3]

Puchar Challenge:
- 2010

Mistrzostwo Niemiec:
- 2012, 2013, 2014
- 2011

Liga Mistrzów:
- 2015

## Sukcesy reprezentacyjne
Liga Europejska:
- 2004

Memoriał Huberta Jerzego Wagnera:
- 2011

## Nagrody indywidualne
- 2010: Najlepszy libero Final Four Pucharu Challenge[4]
- 2011: Najlepszy libero eliminacji do Mistrzostw Świata[5]